# Patrick Civava Mbasha
Patrick Civava Mbasha Ecibegeza, né le 14 octobre 1984 à Kinshasa, est un homme de droit et politicien congolais. Juriste, avocat et enseignant, il est chercheur en droit constitutionnel, droit international public, logique et argumentation juridique, institutions politiques de l'Afrique, droits humains, etc.

## Biographie
Il est né le 14 octobre 1984 sur l'avenue Kasamvu, dans le Quartier dénommé Synkin dans la commune de Bandalungwa à Kinshasa, capitale de la république démocratique du Congo.
Il est enseignant, chercheur, homme de droit et homme politique congolais. Marié à Kelly Tuluka et père de deux enfants.
Patrick Civava tient sa vocation politique de sa généalogie. D’abord de son grand père, Edmond Civava Cakujirwa, l'un des premiers intellectuels de la RDC, diplômé en 1930 qui fut aussi élu député national de la circonscription électorale du Kivu à la première élection de la RDC en 1960 mais refusa de siéger à Kinshasa pour des raisons de convenance personnelle, il fut enseignant de 1930 à 1972 et il fut un mécène de la paroisse catholique où il était encadreur. Le père de Patrick Civava, Réné Civava Ntole Cikonga, ancien de l' école royale militaire de Bruxelles où il est arrivé en 1965 comme cadet [ école royale des cadets], était également un ancien enseignant - chercheur, homme politique congolais, président du parti politique Front Uni de Croyants, FUC, créé en 1992.

### Jeunesse
René Civava décide d'entrer en politique mais aussi de quitter la commune de bandalungwa où il vivait avec sa famille pour s'installer dans la commune de Kisenso, en 1988, commune où Patrick Civava passera la majeure partie de sa vie et qui deviendra son principal fief électoral trente ans plus tard.
À Kisenso, Patrick Civava et sa famille connaîtront de difficultés financières dues aux deux pillages que connaîtra la RDC, Zaïre de l'époque au début des années 1990.
Patrick Civava voit ses parents être emportés par le cancer.

### Études
Il s'inscrit à l'université de Kinshasa et en sort en 2007 avec une licence en droit, option: Droit public, département de droit international public et relations internationales.
Il continue ses études de Droit à l'université de Pretoria où il obtient le diplôme de master of laws (LLM) dans le programme de droit international de droits humains et VIH en Afrique en 2013.

### Carrière professionnelle

#### Avocat
Après sa spécialisation en droit international des droits humains à Pretoria, Patrick Civava revient à Kinshasa et passera du syndic au barreau vu son diplôme de licence obtenu en 2007 qui lui donnait déjà le droit d'être avocat. Il prêtera serment devant la cour d'appel de Kinshasa/Matete et deviendra avocat inscrit au tableau de l'ordre du barreau près la cour d'appel de Kinshasa/Matete (senior) en 2013 vu qu'il remplissait le critère consistant à passer minimum 5 ans au syndic pour passer directement au tableau de l'ordre.

#### Chercheur
Patrick CIVAVA est, depuis 2011, chercheur au centre de recherche en sciences humaines, où il est attaché de recherche dans le département juridique. Il est aussi chercheur associé au centre de recherche interdisciplinaire pour la promotion et la protection des droits humains en Afrique centrale (CRIDHAC) de l'université de Kinshasa depuis 2008.

#### Enseignant
Patrick Civava enseigne, depuis 2015, étant que chef de travaux, les cours à caractère juridique à l'université chrétienne Cardinal Malula tels que le Droit constitutionnel, le Droit international public, la Logique et argumentation juridique, l'institution Politique de l'Afrique contemporaine, les droits humains, etc.

### Carrière politique
Patrick Civava est né d'une famille politique. Au-delà du fait que son grand père et son père étaient des hommes politiques, la famille maternelle de Patrick Civava a donné à la RDC l'un de 25 premiers ministres, chefs du gouvernement de son histoire, il s'agit de Faustin Birindwa.
Patrick Civava s'approche de la politique par le parti où son père était leader, le front uni de croyants, FUC. Déjà à 10 ans, 1994, Patrick Civava participe aux réunions du FUC et apprend à côté de son père ainsi que de camarades de son père. Mais l'éducation acquise de son père que lui-même avait acquis de son père c.-à-d. l'indépendance permet à Patrick Civava d'adhérer à un parti politique autre que celui dirigé par son père dès son entrée à l'université, il s'agira du PNRD (Parti National du Renouveau pour le Développement) du professeur Kutumisa Kyota. Il est ébloui par l'intégrité de Kutumisa qui était ministre de l'éducation nationale lorsqu'il a obtenu son bac et a pu démontrer qu'un individu sérieux peut changer positivement sa société. Désormais, réussissait le bac en RDC, celui qui le méritait. Au PNRD, Patrick Civava gravit les échelons jusqu'à devenir le secrétaire général adjoint de la jeunesse estudiantine, il a 20 ans, 2004. En 2004, Patrick Civava, étudiant de l'unikin, participe à l'organisation de la plus grande manifestation estudiantine de l'histoire de la RDC, à côté de celle de 1969 dont son père avait participé aussi comme étudiant, de lovanium. En effet, après la prise de la ville de Bukavu par les militaires de nkundabatware et mutebusi, les étudiants descendirent dans la rue pour exiger le départ de la mission des Nations unies au Congo qu'ils qualifiaient de complice, Patrick Civava en faisait partie.  
En 2005, 21 ans d'âge, Patrick Civava est dans l'équipe de l'organisation d'une marche de protestation contre la non publication du parti politique PNRD parmi les partis politiques légaux de la RDC, ils n'obtiendront pas gain de cause et il sera obligé de quitter ce parti pour retourner au bercail, FUC. Le 09 avril 2010, René Civava décède et le FUC se retrouve sans président. Le bureau politique se réunit et choisi Patrick Civava pour prendre la succession de son père à la tête du parti, fonction qu'il occupera pendant moins d'une année, il a 22 ans. En 2011, Patrick Civava sera obligé de s'éloigner de la politique pour respecter les clauses de sa bourses de maîtrise à l'université de Pretoria qui exigeait qu'il soit dans la société civile jusqu'au moins, deux ans après la fin de son master.

#### Société civile
Patrick Civava intégrera la société civile après l'obtention de son diplôme de master en droit. Pour cela, il sera très proches de droits de minorité, des droits de la femme, de droits de LGBTI . Il travaillera comme avocat des droits humains, défenseur des opprimés et surtout avocat principal de toutes les minorités sexuelles de la RDC avec la coopération suédoise [ SIDA ] dans le cadre du projet avec l'ONG féministe Si jeunesse savait,.
Patrick Civava obtient sa maîtrise en droit en septembre 2013.

#### ADN: renouvellement de la classe politique
S'inspirant des idéologies du parti de son père, en août 2015 (officiellement le 06 juin 2016), Patrick Civava avec certains camarades créent un parti politique, alliance des démocrates pour une nouvelle république, ADN en sigle. Patrick Civava en est le président.

#### Élections

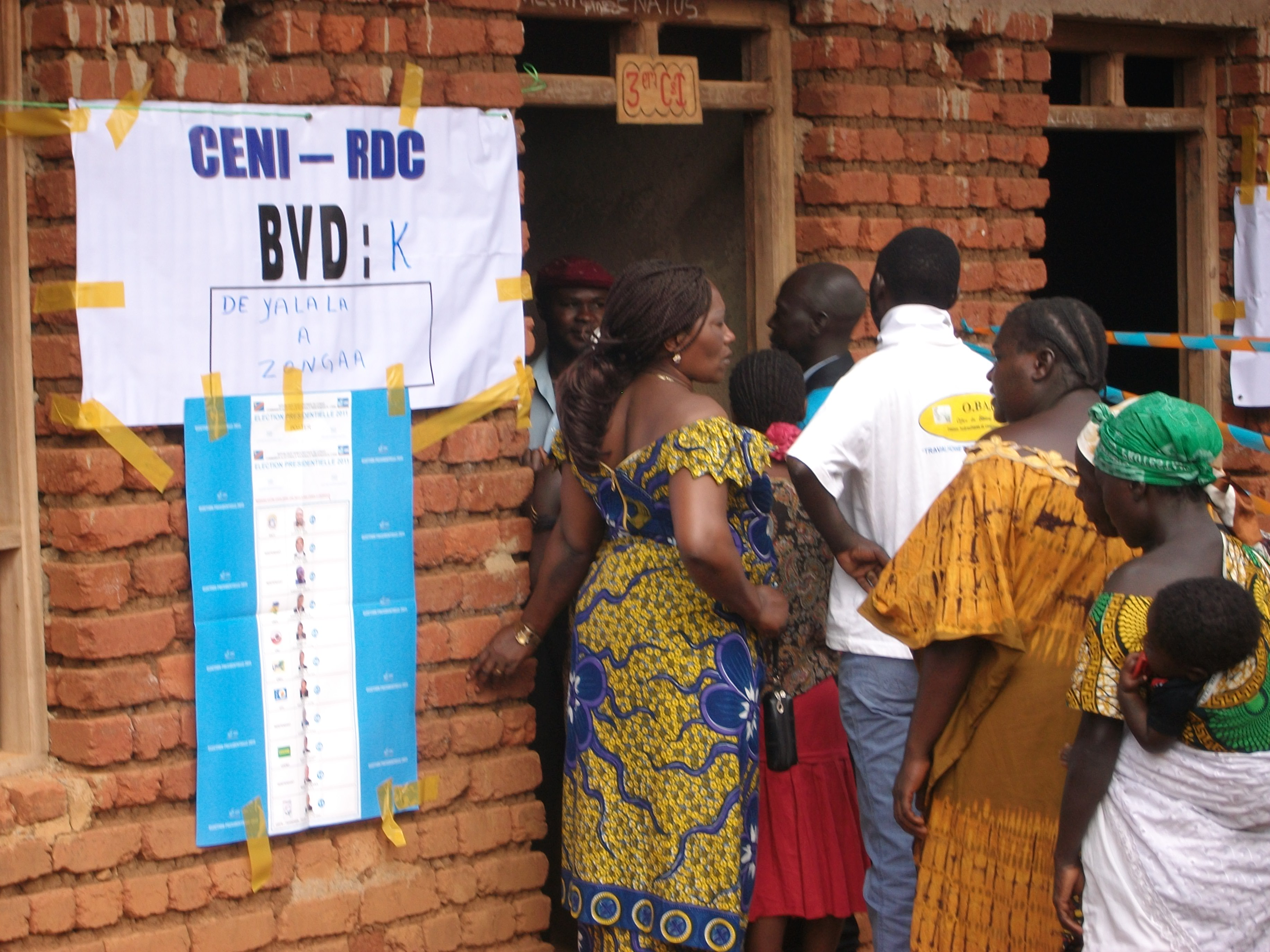

Patrick Civava conduira son parti aux élections du 30 décembre 2018, il a 34 ans. En effet, il proposera que la nouvelle classe politique parte aux primaires pour désigner un candidat commun à l'élection présidentielle du 30 décembre 2018, ce que tous les leaders [jeunes] refusèrent d'accepter et de ce fait, iront de manière dispersée dans une élection qui ne les donner pas gagnant.
Patrick Civava et son parti tourneront alors du côté de l'opposition, ils décidèrent de soutenir le candidat commun de l'opposition. Le 11 novembre 2018, le candidat commun de l'opposition a été désigné, c'est Martin Fayulu Madidi, la coalition Lamuka est créé. L'ADN et son leader ont décidé de le soutenir.
Un jour après, le 12 novembre 2018, deux leaders de l'opposition décident de quitter le parti, il s'agit de Félix Tshisekedi et Vital Kamerhe. Ils créeront le cap pour le changement, Cach. Patrick Civava refusa de les suivre et resta aux côtés de l'opposition autour du candidat commun.
Aux élections du 30 décembre 2018, Patrick Civava est candidat député provincial dans la circonscription électorale de kisenso et député national dans la circonscription électorale du Mont-Amba. Les élections se soldent par un échec pour son parti, la victoire de son opposant étant dénoncée comme un hold-uo électoral.
Patrick Civava sera sans succès candidat sénateur à Kinshasa en 2019.